# Markus-Krankenhaus
Das Markus-Krankenhaus (Eigenschreibweise Agaplesion Markus Krankenhaus) ist ein evangelisches Krankenhaus der Schwerpunktversorgung in Frankfurt am Main. Architekten waren Otto Bartning und die Ingenieure Otto Dörzbach und Wolf. Der Standort des Krankenhauses ist im Stadtteil Bockenheim, an der Grenze zum Stadtteil Ginnheim. Die umfassenden Straßen sind die Ginnheimer Landstraße und die Wilhelm-Epstein-Straße. Gemeinsam mit dem Bethanien-Krankenhaus bildet es die Agaplesion Frankfurter Diakonie-Kliniken und ist seit 2009 Teil des christlichen Konzerns Agaplesion. Das Krankenhaus verfügt über insgesamt zwölf Fachbereiche, vier Institute, mehrere Kompetenzzentren und rund 700 Betten.

## Geschichte
Im Jahr 1881 eröffnete der 1876 gegründete Bockenheimer Diakonissenverein in der Falkstraße ein Diakonissenheim, dem ein kleines Krankenhaus mit 15 Betten angegliedert wurde. 1907 wurde der Chirurg Otto Loewe an das Diakonissenheim berufen. Er ließ einen der ersten Röntgenapparate in Frankfurt installieren und ermöglichte dem Diakonissenverein 1926 den Erwerb eines Nachbargrundstücks. Mit finanzieller Unterstützung der Stadt ließ der Diakonissenverein die beiden Gebäude umbauen und zu einem neuen Krankenhaus mit 174 Betten erweitern. Es erhielt 1928 den Namen Markus-Krankenhaus; Loewe wurde zu seinem Chefarzt berufen. Im September 1933 musste Loewe, von jüdischer Herkunft, seinen Posten auf Druck der Nationalsozialisten aufgeben und übergab die Leitung des Krankenhauses anschließend an den Internisten Wilhelm Schöndube. Er starb nach den Novemberpogromen 1938 an den Folgen schwerer Misshandlungen.
Im Zusammenhang mit der notwendigen Erweiterung des in den 1950er Jahren auf der Ginnheimer Höhe, in nordöstlicher Fortsetzung der Straße, an der Kreuzung der Wilhelm-Epstein-Straße mit der Ginnheimer Landstraße, errichteten neuen evangelischen Markus-Krankenhauses um drei Bauabschnitte wurde die ursprüngliche Planung, das alte St. Markus-Krankenhaus in der Falkstraße durchgreifend zu renovieren und zu sanieren, aufgegeben. Im Jahr 2010 erfolgte die Umfirmierung der Trägergesellschaft in Agaplesion Frankfurter Diakonie-Kliniken gemeinnützige GmbH. Damit soll der Zugehörigkeit zum bundesweiten Agaplesion-Konzern Ausdruck verliehen werden, zu dem das Markus-Krankenhaus und das Bethanien-Krankenhaus bereits seit 2002 gehören.

## Leistungen
Das Markus-Krankenhaus verfügt über Kliniken für Allgemein- und Viszeralchirurgie, Gynäkologie und Gynäkologische Onkologie, Gastroenterologie, Hepatologie, Onkologie, Infektiologie, Nephrologie, Hochdruck- und Gefäßkrankheiten, Orthopädie und Unfallchirurgie, Plastische und Ästhetische Chirurgie, Wiederherstellungs- und Handchirurgie, Psychiatrie, Psychotherapie und Psychosomatik, Thoraxchirurgie, Urologie und roboterassistierte Urologie und Uroonkologie, sowie über eine medizinisch-geriatrische Klinik und ein Cardioangiologisches Centrum (CCB). Hinzu kommen das Zentrum für Palliativmedizin sowie weitere Kompetenzzentren.
Neben den bettenführenden Kliniken verfügt das Krankenhaus über eigene oder angegliederte Institute in den Bereichen Radiologie, Nuklearmedizin und Strahlentherapie, Anästhesiologie und Intensivmedizin, Pathologie, Labormedizin, über eine eigene Zentralsterilisation und eine Apotheke.
Es ist Akademisches Lehrkrankenhaus der Goethe-Universität Frankfurt am Main mit bis zu 36 PJ-Ausbildungsplätzen und bietet zudem mit dem Agaplesion Bildungszentrum für Pflegeberufe Rhein-Main die Ausbildung zum Gesundheits- und Krankenpfleger in Voll- oder Teilzeit. In Kooperation mit Bildungseinrichtungen im Rhein-Main-Gebiet bietet es außerdem die Ausbildung zum Anästhesietechnischen beziehungsweise zum Operationstechnischen Assistenten an.
Auf dem Dach des Krankenhauses befindet sich ein Landeplatz für Rettungshubschrauber. Außerdem verfügt das Markus-Krankenhaus über zwei roboterassistierte Operationssysteme (DaVinci).

## Gesellschafter
Die Gesellschafter der Agaplesion Frankfurter Diakonie-Kliniken gemeinnützige GmbH sind:
- Agaplesion gemeinnützige AG
- Diakoniewerk Bethanien e. V.
- Evangelischer Regionalverband Frankfurt am Main
- Frankfurter Diakonissenhaus
- Markus Stiftung

Der Vorsitzende der Gesellschafterversammlung ist Holger Kamlah. Die Gesellschaft wird vertreten durch die Geschäftsführer Michael Keller und Jürgen Schäfer.

## Kooperationen & Partner
Im Bereich Altersmedizin besteht eine enge Kooperation der Klinik für Orthopädie und Unfallchirurgie mit der Berufsgenossenschaftlichen Unfallklinik Frankfurt (BGU), die eine gemeinsame Visite bei den Patienten beinhaltet. Für Menschen, bei denen nach einem stationären Aufenthalt eine vorübergehende oder dauerhafte Pflegebedürftigkeit besteht, arbeitet das Krankenhaus mit Wohn- und Pflegeeinrichtungen in und um Frankfurt zusammen.
Außerdem gibt es Kooperationen mit der Fakultät Pflege der Universität Murcia in Spanien sowie mit der Universität Pécs im Südwesten Ungarns. Studierende der beiden Universitäten haben dadurch die Möglichkeit, ein Praktikum an den Agaplesion Frankfurter Diakonie Kliniken zu absolvieren.